# Ochii dragonului
Ochii dragonului (denumire originală The Eyes of the Dragon) este un roman de Stephen King publicat de editura Viking în 1987.
Anterior, a fost publicat într-o ediție limitată cartonată de către Philtrum Press în 1984.
În momentul apariției a fost o deviere surprinzătoare față de stilul său consacrat, King fiind cel mai bine cunoscut pentru romanele sale de groază. Această carte este o lucrare clasică de fantezie, în care se duce o luptă clar stabilită între bine și rău și în care magia joacă un rol principal.

## Prezentare
Romanul Ochii dragonului are loc în întregime în ținutul Delain (care se se află în In-World din seria Turnul Întunecat). Narațiunea este prezentată din perspectiva unui povestitor nenumit/narator care „vorbește” ocazional și direct cu cititorul, adăugând frecvent comentariile sale privind motivațiile personajelor. Magicianul regelui, Flagg, încearcă să distrugă Regatului Delain, dar vede cum planurile sale sunt ruinate de inima bună a Reginei Sasha.

## Personaje
- regele Roland- regele din Delain.
- Flagg - consilier al regelui. Flagg este un magician puternic care are sute de ani
- Peter- cel mai mare fiu al regelui Roland
- Thomas- cel mai mic fiu al regelui Roland
- Regina Sasha - soția lui Roland și mama lui Peter și Thomas
- Ben Staad - cel mai bun prieten al lui Peter
- Dennis - majordomul lui Peter.
- Naomi - fata unui țăran, care este împreună cu exilații (un grup de rezistență în curs de dezvoltare). Ea îl ajută pe Ben să-l găsească pe Dennis cu ajutorul câinelui ei zburdalnic. Ea a mai târziu se căsătorește cu Ben.
- Anders Peyna - marele judecător al regatului

## Traduceri în limba română
- Ochii dragonului Arhivat în 29 ianuarie 2012, la Wayback Machine., traducere de Antuza Genescu, Editura Nemira, 2008

## Ecranizări
- o companie franceză a intenționat să realizeze un film de animație pe baza acestui roman, dar proiectul a fost abandonat.[necesită citare]